# Bataille de Dorylée (1147)
Pour l’article homonyme, voir Bataille de Dorylée.
Deuxième Croisade
Batailles
- Dorylée
- Pisidie
- Damas
- Inab

La seconde bataille de Dorylée eut lieu à Dorylée le 25 octobre 1147 pendant la deuxième croisade. Conrad III, manquant de provisions, stoppa afin de permettre à ses troupes de se reposer. 
Celles-ci furent quasiment réduites à néant par une attaque des turcs seljoukides. Par conséquent, les croisés allemands se retrouvèrent incapables de poursuivre leur croisade et Conrad rejoint les forces de Louis VII de France avec les 2 000 hommes qui lui restait. 